# Trygve Aasen
Trygve Aasen (10 novembre 1900 – 16 luglio 1938) è stato un calciatore norvegese, di ruolo difensore.

## Carriera

### Club
Aasen vestì la maglia del Moss.

### Nazionale
Aasen conta 4 presenze per la Norvegia. Esordì il 19 settembre 1926, in occasione del pareggio per 2-2 contro la Danimarca.